# Геологія Сполучених Штатів Америки

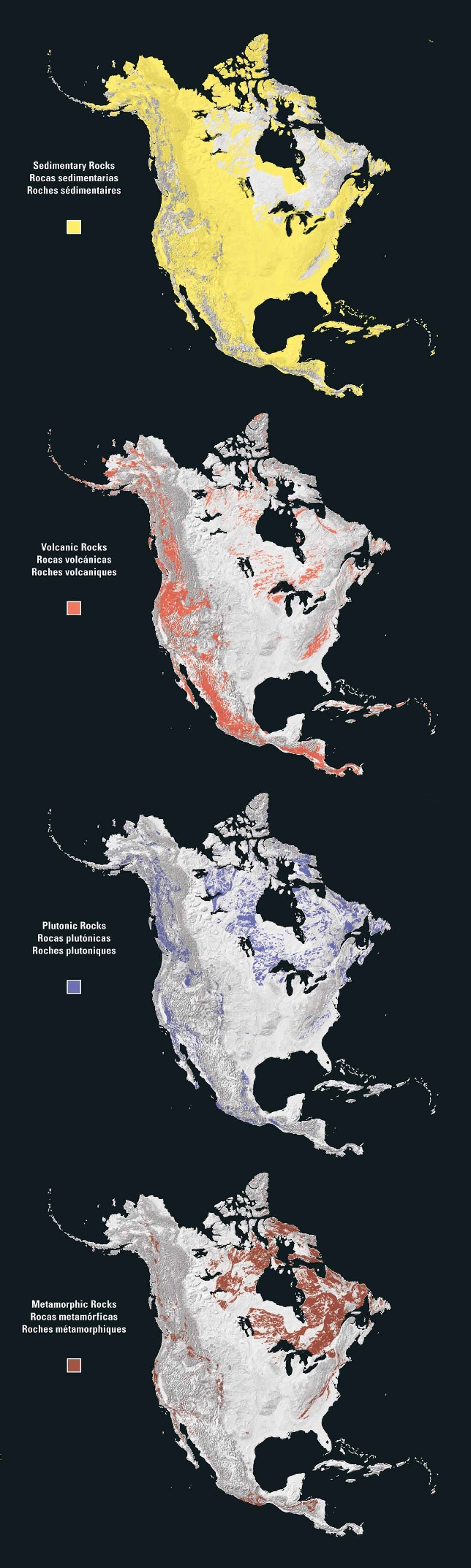
Sedimentary, volcanic, plutonic, metamorphic rock types of North America.

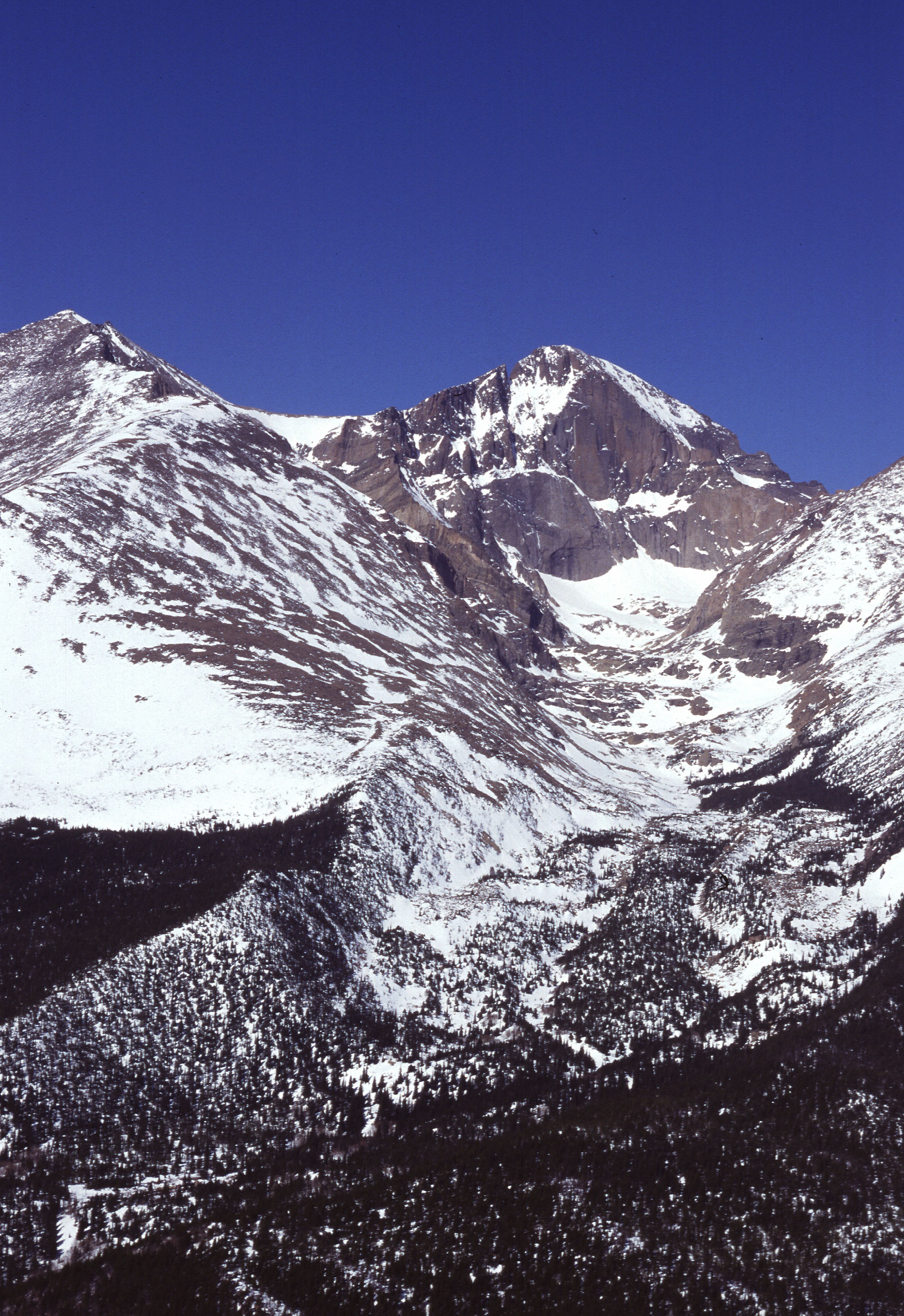
Гори в Колорадо

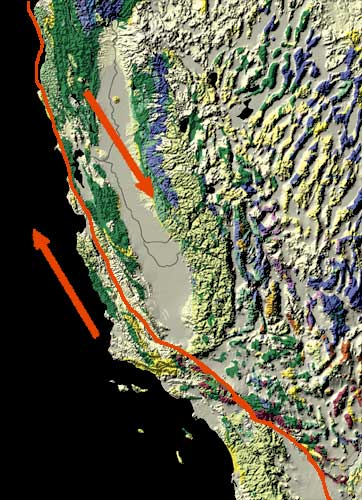
Map of the San Andreas Fault, showing relative motion.

Б.ч. тер. США належить до Півн.-Американської платформи. На сході вона обрамовується палеозойською Аппалачською складчастою системою, на заході — мезозойсько-кайнозойською складчастою системою Кордильєр, на півдні — молодою платформою (плитою) узбережжя Мексиканської затоки, яка переходить північно-східніше в Приатлантичну плиту того ж віку. Фундамент Півн.-Американської платформи оголюється на тер. США в дек. невеликих по площі районах: Адирондакський виступ Канадського щита (г.п. середнього рифею); в штатах Міннесота, Вісконсин і Мічигані (гірські породи: гранітогнейси віком понад 3,5 млрд р., архейські утворення зеленокам'яних поясів і граніти; нижньопротерозойські шельфові відклади; кварцити, що перекривають гірські породи архею; верхньопротерозойські континентальні червонокольорові уламкові відклади, базальти і габро), у Сх. Скелястих горах, в штатах Монтана, Вайомінг, Колорадо, Нью-Мексико, Аризона (на північ — архейські утворення, а на південь від Вайомінгу — нижньопротерозойські). На іншій площі фундамент представлений кислими наземними вулканітами і гранітами. Платформний чохол в межах Мідконтиненту має палеозойський вік — від самих верхів кембрію або частіше ордовика до низів пермі в Передаппалачському прогині. Відкладення ниж. і сер. палеозою — переважно шельфові карбонати з підлеглими пачками кварцових пісковиків і чорних аргілітів («сланців»). У Мічиганському (силур) і Уїллстонському (девон) басейнах відомі евапорити (солі) і в першому з них — рифогенні вапняки. Відкладення сер.-верх. карбону (пенсільванська система амер. геологів) представляють паралічну, циклічно побудовану вугленосну формацію. Вона складає центр. частини Передаппалачського прогину, басейнів (синекліз) Мічиіган та Іллінойс (Внутр. Сх. кам.-вуг. бас.), Форест-Сіті і Селайна (Внутр. Зах. кам.-вуг. бас.), проміжне підняття — антеклізи Цінціннаті і Озарк, а також Бенд на півд.-сході — складені з поверхні ниж. палеозоєм, а крила — силуром і девоном. У глибокій Сх.-Техаській синеклізі в південно-західному куті платформи є повний розріз пермських відкладів. Г.п. тріасу і юри (прибережно-морські і континентальні) відомі лише на заході Великих рівнин, а також у великій Уїллстонській синеклізі. Частіше зустрічаються карбонатно-теригенні відклади крейди — в широкій смузі від канадського кордону до Мексиканської затоки. Кайнозойські відклади малопотужні, континентальні, розвинені обмежено, ближче до Скелястих гір, вздовж підніжжя яких розташовані прогини Паудер-Рівер, Денвер і Ретон. Південно-західний кут платформи відокремлений від його осн. частини складним авлакогеном Уїчито, який продовжується на захід, в півн. частину плато Колорадо.
Аппалачська складчаста система простягається в півд.-сх. напрямі від канадського кордону до Алабами, де занурюється під чохол відкладів крейди і кайнозою. На південь від широти Нью-Йорка її внутр. зона — зона Підмонта — перекривається на сході плащем крейдо-кайнозойських континентально-прибережних осадів Приатлантичної рівнини; вона складена гнейсами гренвіллського періоду, які виступають в куполах, метаморфізованими осадами і вулканітами верх. докембрію — ниж. і сер. палеозою, середньо- і верхньопалеозойськими гранітами. Тут же відомі венд-кембрійські офіоліти. У Півн. Аппалачах, на півній від широти Нью-Йорка, в цій зоні виявилися дві головні епохи деформацій і гранітоїдного магматизму — таконська в кінці ордовика, акадська перед пізнім девоном; в Півд. Аппалачах третя, більш слабка, алеганська — в кінці палеозою. Зона Підмонта відділена глибинним розломом від осьового підняття системи, вираженого хребтами Блу-Рідж на півдні, Ґрін-Маунтінс на півночі. Складене це підняття гренвілськими гнейсами і верхньорифейськими вендськими уламково-вулканогенними відкладами. Воно насунене в свою чергу на зовн. зону — зону Долин і Кряжів. Ця зона складена карбонатно-теригенними мілководними осадами кембрію-карбону. Зовн. зона зім'ята в лінійні складки, загалом зірвані з докембрійського фундаменту (продовження платформного) і насунена на Передаппалачський прогин, що замикається на півночі перед Адирондакським виступом Канадського щита. У Півн. Аппалачах зона різко звужується. Вона відділяється тут від схилу щита насувом «лінії Логана». На Внутрішню зону (Підмонт) в пізньому тріасі була накладена система рифтів, заповнених червоноколірними і толеїтовими базальтами континентального типу. Палеозойський складчастий комплекс знову виступає на поверхню в горах Уошито в шт. Арканзас. На захід від гір Уошито палеозойська складчаста система, занурюючись під чохол, робить новий поворот на південь, огинаючи антеклізу Бенд, потім на захід, знов оголюючись в горах Маратон біля р. Ріо-Гранде поблизу мексиканського кордону. В Уошито і Маратоні виявилася лише заключна епоха герцинського тектогенезу.
У складі складчастої системи Кордильєр виділяються три зони. Найбільш зовнішня — зона Сх. Скелястих гір спочатку (до крейди) представляла зах. околицю платформи. У крейді-палеогені вона була охоплена інтенсивними зануреннями та деформаціями, у результаті яких виникла система піднять з виходами в ядрах докембрійського фундаменту. У ту ж епоху тут впровадилися малі інтрузії сублужних гранітоїдів, з якими пов'язане промислово важливе зруденіння. Далі на захід тягнеться зона власне Кордильєр — Скелястих гір. Вона складена шельфовими осадами верх. протерозою, палеозою і мезозою. Внутр. структура зони характеризується числ. насувами. Зах. зона Кордильєр відрізняється найскладнішою структурою та історією. Тут у палеозойських і тріасово-юрських відкладах розвинені офіоліти і островодужні вулканіти, присутні і фрагменти древньої континентальної кори, напр. в Каліфорнії. Структура напружена, з числ. насувами, переважно у бік океану, і зсувами, з яких найбільший високосейсмічний — Сан-Андреас — перетинає Каліфорнію від вершини Каліфорнійського затоки до м. Мендосіно. Поширені пізньомезозойські багатофазні плутони гранітоїдів (батоліт Сьєрри-Невада і інш.). На древніші структури накладені западини, заповнені відкладами крейди і кайнозою, поблизу океаніч. узбережжя інтенсивно зім'ятими в новітній час. На найбільш широку частину Кордильєр накладена велика область опускання — Великий Басейн, що характеризується структурами розтягнення і молодим базальтовим вулканізмом. На схід від плато Колорадо в меридіональному напрямі простягається рифт Ріо-Гранде, а північніше Великого Басейну, вздовж р. Снейк, — молода вулканічна зона, в межах якої знаходяться ґейзери Йєллоустонського парку. Від півночі Каліфорнії через штати Орегон і Вашингтон тягнеться активний вулканіч. ланцюг Каскадних гір. Аляска також в осн. належить системі Кордильєр, але її півн. узбережжя представляє платформне підняття на палеозойському складчастому підмурівку. Південніше розташовується Колвіллський передовий прогин з потужною товщею теригенних осадів крейди-кайнозою. Інша частина Аляски належить внутр. зоні Кордильєр з мезозойськими офіолітами, вулканітами, гранітними батолітами, молодими вулканами, крейдо-кайнозойськими прогинами, що відкриваються в Берингове море півострів Сьюард є продовженням масиву Чукотського півострова. На південь від нього продовжується Охотсько-Чукотський вулкано-плутонічний пояс, а Алеутська вулканічна дуга продовжує вулканічну зону Півд. Аляски. Як і вулкани Каскадних гір, вона пов'язана з підсуванням літосферної плити Тихого ок. під континент Півн. Америки.
Молода платформа півн. узбережжя Мексиканської затоки (Галф-Кост) складена товщею юрських, крейдових і кайнозойських осадів. У її основі залягає соленосна світа сер. юри, з якою пов'язані числ. соляні куполи, що визначають тектоніку цієї молодої плити. Вона і вся мегасинекліза Мексиканської затоки відділена від Приатлантичної плити сходу США підняттям (антеклізою) Півн. Флориди.
Гавайські о-ви (шт. Гаваї) представляють лінійний ланцюг вулканічних островів центр. частини Тихого ок.